# 王晶 (映画監督)
王 晶（ウォン・ジン、英語表記：Wong Jing、本名：王日祥、1955年5月3日 - ）は、香港の映画監督、脚本家、映画プロデューサーである。作品に俳優として出演することもある。テレビドラマの分野においても、監督・プロデューサーなどを務めている。
日本語圏に限り、バリー・ウォンの別名でも呼ばれる。日本語圏以外（中国語圏含む）で「バリー・ウォン」という名前は一般に、1980年代から1990年代に香港映画の制作で活躍した香港の脚本家・演出家である黄炳耀（ウォン・ピンユー、1946年 - 1991年）を指す。日本語圏の各種資料やデータベース類では、過去30年以上にわたって、ウォン・ジンとウォン・ピンユーが混同されている場合が多く、注意を要する。

## プロフィール
父は1940年代から1990年代にかけて香港で活躍した著名な映画監督王天林である。
香港中文大学文学系に在学中から映画に熱中。大学卒業後はTVBに就職して脚本家となり、1981年に監督デビューを果たす。
日本では、人気コミックを荒唐無稽な発想で映画化したジャッキー・チェン主演の『シティーハンター』（1993年）が代表作としてよく知られている。
日本の映画監督及び映画作品で影響を受けたものとして、五社英雄監督『御用金』（1969年）、小林正樹監督『怪談』（1965年）を挙げている。
非常に多作であり、監督した映画は香港・中国大陸側などを通算して100本を超える。また、自身が俳優として映画に登場することもよくある。

## 日本語圏における「バリー・ウォン」という別名と「黄炳耀」との混同
上述の通り、日本語圏以外（中国語圏含む）では、「バリー・ウォン（Barry Wong）」という名前は一般に黄炳耀（ウォン・ピンユー）を指すが、日本語圏の映画データの多く（特に2010年以前）は、ウォン・ジンについても「バリー・ウォン」という別名を採用している場合が多い。しかし、ウォン・ジン本人が「バリー・ウォン（Barry Wong）」という別名は日本で勝手につけられたものであると述べたことが2010年に日本で出版された書籍の中で言及されており、自ら「Barry Wong」と名乗ったことは一度もない。
中国語版Wikipediaや百度百科の「王晶」の項目においても「Barry Wong」という別名の存在は一切確認できず、どのような経緯で「バリー・ウォン」という別名がウォン・ジン本人の知らない間に日本語圏で勝手に定着したのかは、定かではない。
日本語圏の各種資料やデータベースには、ウォン・ジンとウォン・ピンユーがともに「バリー・ウォン」と表記されている上に漢字も併記されておらず2名の判別ができない場合がある。この問題を解決するには、中国語のデータベースにおいて「王晶」と「黄炳耀（黃炳耀）」を個別に確認する必要がある。

## 中国語圏における同名・同音の女優との混同
中国語で検索を行う場合、中国大陸側に「王晶」（普通話（北京語）音転記で「ワン・チン」）という同一漢字表記の女優が2名存在しており、中国語圏のデータベースにも一部、混乱が見られる。さらに、そのうちの1名は2005年以降、香港側との仕事に参画しており、ウォン・ジンと複数回共同で仕事をしている点に注意を要する。
一部の日本語圏のデータベースでは、王晶とラテン文字表記が同一の香港女優・黄静（広東語音転記：ウォン・ジンもしくはウォン・チン、英語表記「Wong Jing」、繁体字中国語：黃靜、広東語の発音は「静」の声調を除き同一）と混同されている場合がある。ただし、黄静の出演作品は2022年3月現在、2015年の香港映画『十年』というオムニバス作品の中の『冬のセミ』一作しか確認されていない。

## 主要な作品
日本未公開の作品が多数存在するため、利用者の便宜を考慮し中国語原題（繁体字中国語）と主演俳優名を併記する。日本語タイトルが存在しない作品は、原則として繁体字中国語で表記する。
香港映画界で多大な業績を上げているウォン・ジンとウォン・ピンユーの2名について、30年以上にわたり日本語圏において情報の混乱が継続していることを鑑み、中国語版Wikipediaの項目がある作品については、それらのリンクも付する。

### 監督作品

#### 映画
- 千王鬥千霸 (1981年) （ウォン・ユー（中国語版）、メルヴィン・ウォン（中国語版）、パトリック・ツェー（中国語版）主演）
- 獵魔者 (1982年) （ティ・ロン、ロー・リエ（中国語版）主演）
- 賊王之王 (1982年)  （パトリック・ツェー（中国語版）、マイケル・チャン（中国語版）主演）
- 花心大少 (1983年)  （アレクサンダー・フー（中国語版）、パトリック・ツェー（中国語版）主演）
- 南斗官三鬥北少爺 (1984年) （張展鵬、ナタリス・チャン主演）
- 恋するカエル王子（中国語版）（原題：青蛙王子） (1984年)  （マギー・チャン、ナタリス・チャン主演）
- 我愛Lolanto (1984年) （ナタリス・チャン主演。ウォン・ジンは「倫狄龍」役で出演）
- 摩登仙履奇縁 (1985年) （マギー・チャン、ナタリス・チャン主演）
- 鬼馬飛人 (1985年) （ケニー・ビー、チェリー・チェン主演）
- マジッククリスタル（中国語版）（原題：魔翡翠） (1986年) （アンディ・ラウ、シンシア・ロスロック主演）
- 男たちのバッカ野郎（原題：精裝追女仔） (1987年) （チョウ・ユンファ、マギー・チャン主演。ウォン・ジンは「旅行社のガイド」役で作中にカメオ出演）
- 爛賭英雄 (1987年)  （ナタリス・チャン、スタンリー・フォン（中国語版）、ジョイス・コウ主演）
- 求愛敢死隊 (1988年) （エリック・ツァン主演。ウォン・ジンは「冼潔晶」役で出演）
- 精裝追女仔II (1988年) （アンディ・ラウ主演）
- 撞邪先生 (1988年) （ケニー・ビー主演）
- 最佳損友 (1988年) （アンディ・ラウ、チンミー・ヤウ（中国語版）主演）
- カジノ・レイダース（中国語版）（原題：至尊無上） (1989年) （アラン・タム、アンディ・ラウ主演）
- 專釣大鱷 (1989年) （アンディ・ラウ、サンドラ・ン（中国語版）主演）
- 危ない女たち（原題：神勇双妹嘜） (1989年) （ドゥドゥ・チェン、マギー・チャン主演）
- ゴッド・ギャンブラー（原題：賭神） (1989年) （チョウ・ユンファ、アンディ・ラウ主演）
- 靚足100分 (1990年) （ニナ・リー、ミッシェル・リー主演）
- バイオレンス・コップ 復讐計画（原題：絶橋智多星） (1990年) （ダニー・リー、ジョイ・ウォン主演）
- カジノ・シンジケート/組織犯罪覇権抗争（中国語版）（原題：至尊計状元才） (1990年) （アラン・タム、アンディ・ラウ主演）
- ゴッド・ギャンブラーII（中国語版）（原題：賭俠） (1991年) （アンディ・ラウ、チャウ・シンチー主演）
- トリック大作戦（中国語版）（原題：整蠱專家） (1991年) （アンディ・ラウ、チャウ・シンチー主演）
- ラスト・ブラッド 修羅を追え（中国語版）（原題：驚天12小時） (1991年)  （アラン・タム、アンディ・ラウ主演）
- ゴッド・ギャンブラー3（中国語版）（原題：賭俠2之上海灘賭聖） (1991年) （チャウ・シンチー、コン・リー主演）
- 贏錢專家 (1991年) （ラム・チェンイン、ン・マンタ主演）
- ダンス・ウィズ・ドラゴン（中国語版）（原題：與龍共舞） (1991年) （アンディ・ラウ主演）
- アンディ・ラウのカジノタイクーン（中国語版）（原題：賭城大亨之新哥傳奇） (1992年) （アンディ・ラウ主演）
- チャウ・シンチーのロイヤル・トランプ（原題：鹿鼎記） (1992年) （チャウ・シンチー主演）
- チャウ・シンチーのロイヤル・トランプ2 （原題：鹿鼎記II神龍教）(1992年) （チャウ・シンチー主演）
- カジノタイクーンII（中国語版）（原題：賭城大亨II之至尊無敵） (1992年) （アンディ・ラウ主演）
- 逃學英雄傳 (1992年) （アルフレッド・チュン（中国語版）、チンミー・ヤウ（中国語版）主演）
- イージーな彼氏たち（中国語版）（原題：追男仔） (1993年) （ブリジット・リン、レオン・カーフェイ主演）
- シティーハンター （原題：城市獵人）(1993年) （ジャッキー・チェン、ジョイ・ウォン、後藤久美子主演）
- ファイト・バック・トゥ・スクール3 秘密指令は氷の微笑（中国語版）（原題：逃學威龍3之龍過雞年） (1993年) （チャウ・シンチー、アニタ・ムイ主演）
- 武俠七公主 (1993年) （ドゥドゥ・チェン、ミシェル・ヨー、マギー・チャン主演）
- 超級街頭霸王 (1993年) （アンディ・ラウ、ジャッキー・チュン主演）
- 笑俠楚留香 (1993年) （アーロン・クオック主演）
- ラスト・ヒーロー・イン・チャイナ/烈火風雲（中国語版）（原題：黄飛鴻之鐵雞鬥蜈蚣） (1993年) （ジェット・リー主演）
- 至尊三十六計之偸天換日 (1993年) （アンディ・ラウ、レオン・カーフェイ主演）
- カンフー・カルト・マスター 魔教教主 （原題：倚天屠龍記之魔教教主）(1993年) （ジェット・リー、サモ・ハン・キンポー主演）
- 戀愛的天空 (1994年)  （クリスティ・チュン（中国語版）、キャリー・ン主演）
- 珠光寶氣 (1994年) （マイケル・ウォン、チャン・シウチョン主演）
- ゴッド・ギャンブラー完結編（中国語版） (1994年)（原題：賭神2） （チョウ・ユンファ、レオン・カーフェイ主演）
- 広州殺人事件 （原題：九品芝麻官）(1994年) （チャウ・シンチー主演）
- 新・少林寺伝説（中国語版）（原題：洪熙官之少林五祖） (1994年) （ジェット・リー主演）
- 男たちの挽歌4（中国語版）（原題：新英雄本色） (1994年) （イーキン・チェン主演）
- ミラクル・マスクマン/恋の大変身（中国語版）（原題：百變星君） (1995年) （チャウ・シンチー、ン・マンタ主演）
- ハイリスク（中国語版）（原題：鼠膽龍威） (1995年) （ジェット・リー、ジャッキー・チュン主演）
- 賭聖2：街頭賭聖 (1995年) （エリック・コット（中国語版）、チンミー・ヤウ（中国語版）主演）
- 運財智叻星 (1996年)　（ナタリス・チャン、アニタ・ユン主演）
- ゴッド・ギャンブラー/賭神伝説（中国語版）（原題：賭神3之少年賭神） (1997年) （レオン・ライ、アニタ・ユン主演）
- 愛上100%英雄 (1997年)  （イーキン・チェン、チャン・シウチョン主演）
- 激戦 A True Mob Story （原題：龍在江湖）(1998年) （アンディ・ラウ、ジジ・リョン主演）
- エクソシスト 最後の霊戦（原題：夜半無人屍語時） (1998年) （ラウ・チンワン主演）
- 新恋愛世紀 ラブ・ジェネレーション（中国語版）（原題：新戀愛世紀） (1998年) （レオン・ライ、カリーナ・ラウ主演）
- トリックマスター（原題：千王之王2000） (1999年) （チャウ・シンチー、ニック・チョン主演）
- ゴッド・ギャンブラー/ラスベガス大作戦（中国語版）（原題：賭俠大戰拉斯維加斯） (1999年) （アンディ・ラウ、ナタリス・チャン主演）
- ゴッド・ギャンブラー/賭侠復活（中国語版）（原題：賭俠1999）(1999年) （アンディ・ラウ、ニック・チョン主演）
- 黑馬王子 (1999年) （アンディ・ラウ、ミッシェル・リー主演）
- 強姦4 最後の生贄（中国語版）（原題：強姦終極篇之最後羔羊） (1999年) （ニック・チョン主演）
- 笨小孩 (2000年) （パトリック・タム主演）
- 鉄拳高 同級生はケンカ王（原題：我的野蠻同學） (2001年) （ニコラス・ツェー、スティーヴン・フォン主演）
- ラブ・イズ・マネー（中国語版）（原題：有情飲水飽） (2001年) （トニー・レオン、スー・チー主演）
- エブリデイ・イズ・バレンタイン（中国語版）（原題：情迷大話王） (2001年) （レオン・ライ、セシリア・チャン主演）
- 絶種好男人 (2003年) （リッチー・レン、セシリア・チャン主演）
- 絶種鐵金剛 (2003年) （レオン・カーフェイ主演）
- ブラック・シティ 黒白森林（中国語版）（原題：黑白森林） (2003年) （アンソニー・ウォン主演）
- インファナル・アンフェア 無間笑（中国語版）（原題：精裝追女仔2004） (2004年) （エリック・ツァン、ナタリス・チャン主演）
- 性感都市 セックス&ビューティーズ（中国語版）（原題：性感都市） (2004年) （セシリア・チャン、カリーナ・ラウ主演）
- ブラッディ・レイン（中国語版）（原題：黑白戰場） (2004年) （エリック・ツァン、ショーン・ユー主演）
- ムービング・ターゲット（中国語版）（原題：新紮師兄） (2004年) （ニコラス・ツェー、エディソン・チャン主演）
- カンフー麻雀（中国語版）（原題：雀聖） (2005年) （ロジャー・クォック（中国語版）、ユエン・チウ（中国語版）主演）
- 雀聖2自摸天后 (2005年)（チェリー・イン（中国語版）、ユエン・チウ（中国語版）主演）
- 提防老千 (2006年)　（ニック・チョン主演、ウォン・ジンも主演を務めている）
- カンフー少女（中国語版）（原題：野蠻秘笈） (2006年) （セシリア・チャン主演）
- 東方海盜伝奇 (2007年) （ジリアン・チョン、ディッキー・チョン主演）
- 我老婆係賭聖 (2008年) ニック・チョン主演）
- 旺角監獄 (2009年) （ニック・チョン、リウ・カイチー主演）
- 大内密探靈靈狗 (2009年) （ルイス・クー、バービィー・スー主演）
- 金錢帝國 (2009年) （レオン・カーフェイ、イーソン・チャン主演）
- 撕票風雲 (2010年) （サイモン・ヤム主演）
- ミスコン捜査班〜美麗密令〜（中国語版）（原題：美麗密令） (2010年) （シャーリーン・チョイ、サンドラ・ン（中国語版）主演）
- 未来警察 Future X-cops（中国語版）（原題：未來警察） (2010年) （アンディ・ラウ、バービィー・スー主演）
- トレジャー・オブ・ドラゴン（原題：財神客棧） (2011年) （ニコラス・ツェー、ニック・チョン主演）
- 猛鬼愛情故事 (2011年) （ジェニファー・ツェー（中国語版）[注釈 3]、クリッシー・チャウ（中国語版）主演）
- 無價之寶 (2011年) （セシリア・チャン、ロナルド・チェン主演）
- 猛男滾死隊 (2011年) （エリック・ツァン、チャップマン・トウ主演）
- ラスト・シャンハイ（原題：大上海） (2012年) （チョウ・ユンファ、サモ・ハン・キンポー主演）
- 嫁個一百分男人 (2012年) （ロナルド・チェン、ジジ・リョン主演）
- 爛賭夫鬥爛賭妻 (2012年) （チャップマン・トウ、フィオナ・シット主演）
- 爛滾夫鬥爛滾妻 (2013年) （チャップマン・トウ、クリッシー・チャウ（中国語版）主演）
- 笑功震武林 (2013年) （サモ・ハン・キンポー、サンドラ・ン（中国語版）主演）
- ゴッド・ギャンブラー レジェンド（中国語版）（原題：賭城風雲）(2014年) 監督/脚本/製作総指揮 （チョウ・ユンファ、ニコラス・ツェー主演）
- 賭城風雲II (2015年) （チョウ・ユンファ、ニック・チョン主演）
- 濠江奇俠 (2015年 中国) （ニコラス・ツェー、アンジェラベイビー主演）
- 十二金剛 (2016年 中国、未公開)[注釈 4]
- 賭城風雲III (2016年) （チョウ・ユンファ、アンディ・ラウ主演）
- 偸天特務（別題：王牌逗王牌） (2016年) （アンディ・ラウ、ホアン・シャオミン主演）
- 降魔傳 (2017年 中国) （チェン・カイ、キティ・チャン主演）
- 追龍（中国語版）（原題：追龍） (2017年) 監督・製作総指揮 （ドニー・イェン、アンディ・ラウ主演）
- 西遊記 孫悟空vsスパイダー・ウーマン（原題：孫悟空大戦盤絲洞） (2020年 中国) 監督・製作総指揮 （ベニー・チャン（中国語版）主演）
- 金錢帝國：追虎擒龍 (2021年) 監督・製作総指揮
- 倚天屠龍記之九陽神功 (2022年) 監督・製作総指揮
- 倚天屠龍記之聖火雄風 (2022年) 監督・製作総指揮

#### テレビドラマ
- 八人の英雄（原題：八人豪俠） (2004年)
- プライド 小魚児与花無缺（原作：絶代双驕） 中国 (2004年)
- 雪山飛狐 (2007年)
- 大唐双龍伝（原題：大唐雙龍傳之長生訣） (2011年)

### それ以外の作品

#### 映画
- 燃えよデブゴン7 鉄の復讐拳（原題：林世榮） (1979年) 脚本 （サモ・ハン・キンポー主演）
- ザ・ポップマン（原題：神偸妙探手多多） (1979年) 脚本 （リチャード・ン主演）
- 麻雀ヒーローズ（原題：打雀英雄傳） (1981年) 脚本 （パトリック・ツェー（中国語版）主演）
- カンフートレジャー龍虎少林拳（原題：龍虎少爺） (1981年) 脚本（リュー・チャーフィー主演）
- 激突!キング・オブ・カンフー (1982年)（原題：霍元甲） 脚本（ユエン・ウーピン監督、ブライアン・レオン（中国語版）、倉田保昭主演）
- 少林拳王子 (1982年)（原題：少林傳人） 脚本（ティ・ロン 主演）
- 七福星（原題：夏日福星） (1985年) カメオ出演[注釈 5]（サモ・ハン・キンポー、ジャッキー・チェン主演）
- 酔拳立志伝（原題：少年蘇乞兒） (1985年) 脚本（リュー・チャーフィー主演）
- 殺したい妻たちへ（原題：殺妻二人組） (1986年) 出演：Fat役（ケニー・ビー、ジョイ・ウォン主演）
- セブンス・カース (1986年)（原題：原振俠與衛斯理） 脚本（チョウ・ユンファ、チン・シュウホウ、マギー・チャン主演）
- ツイ・ハークのゴーストホーム/13日の金曜日の妻たちへ（原題：黑心鬼） (1987年) 製作総指揮（アニタ・ムイ、アンソニー・チェン（中国語版）主演）
- 恋のカウントダウン（原題：用愛捉伊人） (1987年) 脚本（早見優、アラン・タム主演）
- デビル・キャット（原題：凶貓） (1987年) 脚本
- サンダーボルト/如来神掌（原題：摩登如來神掌） (1990年) 脚本/製作（アンディ・ラウ、ナタリス・チャン、ジョイ・ウォン主演）
- 富貴兵團（原題：富貴兵團） (1990年) 脚本[注釈 6]（アラン・タム、アンディ・ラウ、サモ・ハン・キンポー主演）
- 天若有情（アンディ・ラウの逃避行という別邦題もあり）（原題：天若有情） (1990年) 製作（アンディ・ラウ、ン・シンリン主演）
- ファイト・バック・トゥ・スクール（原題：逃學威龍）(1991年) 製作[注釈 5]（チャウ・シンチー主演）
- 香港淫殺倶楽部/ポイズン・ガールズ あぶないカ・ラ・ダ（原題：赤裸羔羊） (1992年) 脚本/製作 （チンミー・ヤウ（中国語版）、サイモン・ヤム主演）
- スクールストライキ（原題：逃學外傳） (1993年) 製作
- フライング・バトル（原題：神經刀與飛天貓） (1993年) 脚本 （レオン・カーフェイ、チョン・マン（中国語版）主演）
- 人肉燈籠（原題：人皮燈籠） (1993年) 製作
- レスリー・チャンの恋はあせらず（原題：錦繡前程） (1994年) 製作
- 女淫地獄絵巻（原題：滿清十大酷刑） (1994年) 製作（イボンヌ・ヤン（中国語版）、ローレンス・ウン主演）
- 女淫姦禁王朝（原題：滿清禁宮奇案） (1994年) 製作総指揮（イボンヌ・ヤン（中国語版）主演）
- 香港大虐殺（原題：香港淪陷） (1994年) 製作（チンミー・ヤウ（中国語版）、ヴェロニカ・イップ（中国語版）主演）
- 男たちの挽歌 外伝（原題：廟街故事） (1995年) 製作 （イーキン・チェン、ン・シンリン主演）
- 復讐のプレリュード 大冒険家（原題：大冒險家） (1995年) 製作 （アンディ・ラウ、ロザムンド・クワン主演）
- 欲望の街・古惑仔 I /銅鑼湾の疾風（原題：古惑仔之人在江湖） (1995年) 製作 （イーキン・チェン、チャン・シウチョン主演）
- D&D/完全黙秘（原題：給爸爸的信） (1995年) 原案/製作 （ジェット・リー、アニタ・ムイ主演）
- 危険な天使たち（原題：逃學戰警） (1995年) 製作
- ロレッタ・リー×スー・チー in SEX&禅（原題：玉蒲團之玉女心經） (1996年) 製作 （ロレッタ・リー、スー・チー主演）
- 欲望の街・純愛篇/紅い疾風（原題：古惑女之決戰江湖） (1996年) 製作 （ロレッタ・リー、カレン・モク主演）
- 欲望の街・外伝/ロンリーウルフ（原題：洪興仔之江湖大風暴） (1996年) 脚本/製作 （チャン・シウチョン、トニー・レオン主演）
- 008皇帝ミッション（原題：大内密探零零發） (1996年) 製作 （チャウ・シンチー、カリーナ・ラウ主演）
- エボラ・シンドローム/悪魔の殺人ウィルス（原題：伊波拉病毒） (1996年) 製作 （アンソニー・ウォン、ロー・マン（中国語版）主演）
- 続・女淫地獄絵巻（原題：滿清十大酷刑2赤裸凌遲） (1998年) 製作総指揮 （マーク・チェン（中国語版）、ヨリンダ・ヤン主演）
- 硝子のジェネレーション/香港少年激闘団（原題：新古惑仔之少年激鬥篇） (1998年) 製作
- 君を見つけた25時（原題：毎天愛你8小時） (1998年) 製作 （トニー・レオン、ビビアン・スー主演）
- 餌食（原題：強姦2制服誘惑）(1998年) 製作
- センチュリー・オブ・ザ・ドラゴン（原題：龍在邊縁）(1999年) 脚本/製作 （アンディ・ラウ、ルイス・クー主演）
- ひとめ惚れ（原題：一見鍾情） (2000年) 製作
- ゴッド・ギャンブラー/無名の物語（原題：賭聖3之無名小子） (2000年) 製作/脚本/出演（ニック・チョン、スー・チー主演）
- ゴッド・ギャンブラー/東京極道賭博（原題：中華賭俠） (2000年) 脚本/製作（ルイス・クー、ニック・チョン、倉田保昭主演）
- ヒーリング・ハート（原題：俠骨仁心） (2000年) 製作（トニー・レオン、ミッシェル・リー主演）
- 決戦・紫禁城（原題：決戰紫禁之巓）(2000年) 脚本/製作（アンディ・ラウ、イーキン・チェン主演）
- マーシャル・エンジェル（原題：絶色神偸） (2001年) 出演（Fred役）（ジュリアン・チョン（中国語版）、スー・チー主演）
- 拳神 KENSHIN（原題：拳神） (2001年) 製作総指揮 （ワン・リーホン、スティーヴン・フォン主演）
- ゴッド・ギャンブラー/ツインズ大作戦 （原題：賭俠2002）(2002年) 製作 （ニック・チョン、スティーヴン・フォン主演）
- レディ・ウェポン （原題：赤裸特工）(2002年) 脚本/製作 （マギー・Q、アンヤ（中国語版）主演）
- ブルー・エンカウンター（原題：衛斯理藍血人）(2002年) 脚本/出演/製作 （アンディ・ラウ、ロザマンド・クワン主演）
- 剣客之恋（原題：老鼠愛上貓） (2003年) 製作 （アンディ・ラウ、セシリア・チャン主演）
- アンダードッグ（原題：硬漢） (2008年 香港・中国) 製作 （リウ・イエ、アンソニー・ウォン主演）
- 愛に関するすべてのこと （原題：得閒炒飯）(2010年) 製作総指揮　（サンドラ・ン（中国語版）、ヴィヴィアン・チョウ主演）
- ネイキッド・ソルジャー 亜洲（アジア）大捜査線（原題：絶色武器）(2012年) 脚本/製作（サモ・ハン・キンポー、ジェニファー・ツェー（中国語版）[注釈 3]主演）
- ダブル・サスペクト 疑惑の潜入捜査官（原題：使徒行者）(2016年) 製作 （ニック・チョン、ルイス・クー主演）
- スーパーティーチャー 熱血格闘（原題：大師兄） (2018年) 製作総指揮 （ドニー・イェン、ジョー・チェン主演）
- 燃えよデブゴン TOKYO MISSION（原題：肥龍過江）(2020年) 脚本/製作/製作総指揮、出演：シウサー（瀟洒/瀟灑哥）役（ドニー・イェン主演）

#### テレビドラマ
- 天下第一 (2004年) 脚本/製作
- 不死鳥の如く（原題：浴火鳳凰）(2006年) 出演/製作総指揮